# Confine tra eSwatini e Mozambico
Il confine tra l'eSwatini e il Mozambico ha una lunghezza di 108 km e va in direzione nord-sud tra i due triplici confini con la Repubblica Sudafricana.

## Caratteristiche

### Geografia
Con circa 108 km, il confine è il più piccolo dei due confini internazionali di eSwatini (il confine con il Sudafrica è più che quadruplo, con 438 km) ed è continuamente e interamente terrestre. È uno dei confini internazionali più corti del continente africano. 

### Tracciato
Il confine segue la parte orientale di eSwatini e l'angolo sud-ovest del Mozambico. Si estende lungo la sommità dei Monti Lebombo fino a Mpundweni Beacon. Il confine è costituito da vari segmenti rettilinei.
Inizia alla triplice frontiera Mozambico-Sudafrica-eSwatini, e poi continua verso sud-est prima di virare a sud. Termina al secondo triplice confine Mozambico-Sudafrica-eSwatini, situato sul fiume Maputo.

## Storia
Il confine fu creato nel 1881 con la creazione del protettorato britannico dello Swaziland e la dichiarazione del dominio britannico sul Transvaal fino all'indipendenza dello Swaziland nel 1968. Il Mozambico era allora sotto il dominio del Portogallo.
Un trattato firmato dal Portogallo e dalla Repubblica Sudafricana il 29 luglio 1869 stabilì il limite meridionale del distretto portoghese di Lourenco Marques. Nel 1888 una commissione congiunta, che comprendeva rappresentanti del Regno Unito, Portogallo, Swaziland (nome di eSwatini fino al 2018) e Repubblica Sudafricana, delimitò il confine tra Mozambico e Swaziland dal fiume Maputo (chiamato anche Great Usutu) verso nord lungo la cima dei monti Lembombo fino a un triplice indefinito con la Repubblica Sudafricana. Una commissione mista portoghese-sudafricana eresse il faro Mpundweni nel 1894 nel triplice confine sudafricano. Nel 1897 una commissione portoghese-sudafricana delimitò con fari e pilastri i quattro punti principali del confine tra Mozambico e Swaziland ma la demarcazione fu accettata solo parzialmente. Una demarcazione finale del confine fu accettata da uno scambio di note tra i governi del Regno Unito e del Portogallo il 6 ottobre 1927.
In seguito all'indipendenza dello Swaziland, nel 1968, e del Mozambico, nel 1975, il confine è diventato internazionale tra due stati pienamente sovrani ed è rimasto invariato.

## Valichi di frontiera
Esistono due valichi di frontiera ufficiali tra i due paesi. Sul confine meridionale, lungo Goba, anche la linea ferroviaria di Goba attraversa il confine.
| Mozambico      | Mozambico | eSwatini   | eSwatini  | Note          | Coordinate           |
| Autostrada     | Valico    | Autostrada | Valico    | Note          | Coordinate           |
| -------------- | --------- | ---------- | --------- | ------------- | -------------------- |
| Autostrada EN2 | Namaacha  | MR3        | Lomahasha | Aperta sempre | 25.9895°S 31.99976°E |
| Autostrada EN3 | Goba      | MR7        | Mhlumeni  | Aperta sempre | 26.25738°S 32.085°E  |